# Клименко Олександр Васильович (керівник САП)
Клименко Олександр Васильович (вересень 1986 , Слобідчина, Слобожанщина ) — керівник Спеціалізованої антикорупційної прокуратури (з 28 липня 2022 року).

## Життєпис
Закінчив Національну юридичну академію імені Ярослава Мудрого у Харкові, юрист.
У березні 2010 року почав працювати в органах внутрішніх справ у Києві слідчим, а потім старшим слідчим.
З листопада 2015 року працював старшим слідчим у Національній поліції. Зокрема, розслідував справи про розкрадання майна, розкрадання коштів на «Укрзалізниці». За даними слідства, чиновники укладали фіктивні договори й у такий спосіб виводили кошти з підприємства. Клименко написав листа, щоб такі виплати зупинити, але його керівник вимагав відкликати цей лист. Після відмови йому оголосили догану і звільнили.
У березні 2016 року Клименко подався на конкурс до НАБУ, ставши детективом, за рік став старшим детективом, а в листопаді 2017 року — керівником відділу. Він розслідував справи екснардепа Олександра Онищенка, екскерівника Державної фіскальної служби Романа Насірова та нинішнього заступника голови Офісу президента Олега Татарова, який відповідав за напрям правоохоронних органів. Клименко був старшим групи прокурорів у справі ексзаступника секретаря РНБО Олега Гладковського.
21 грудня 2021 року комісія з обрання керівництва САП оголосила результати конкурсу, згідно з яким Клименко набрав 246 балів, а Андрій Синюк — 229. 22 липня 2022 року комісія звернулася до ГПУ, щоб підтвердити відповідність переможця законодавству. 28 липня Генеральний прокурор Андрій Костін затвердив Клименка керівником САП.